# Гірудин
Гірудин (Hirudin) — антикоагулянт, 65-членний пептид, що міститься в слинних залозах п'явок (Hirudo medicinalis) та в деяких видах зміїної отрути; запобігає згортанню крові шляхом пригнічення дії ферменту тромбіну і впливу на деякі інші фактори згортання крові. Відкритий в 1884 році Джоном Гейкрафтом (Haycraft).
Гірудин характеризується прямим біфункціональним механізмом інгібування, високою винятковою специфічністю та сильною здатністю зв'язуватися з тромбіном (щільне зв'язування). Іншими характеристиками є органо-хімічна структура гірудину, що допускає лише парентеральне введення; відсутній обмін речовин в організмі; та виняткова клубочкова фільтрація гірудину у нирках як ефективний механізм елімінації. Рекомбінантний гірудин (r-гірудин) є продукт генної інженерії, який ідентичний природному гірудину і має ті ж біохімічні та фармакологічні характеристики, що й природний гірудин.[джерело?]
Використовують у вигляді лікарських засобів, в тому числі рекомбінантних, і в складі екстракту із голівок п'явок.